# Ethnikó Théatro

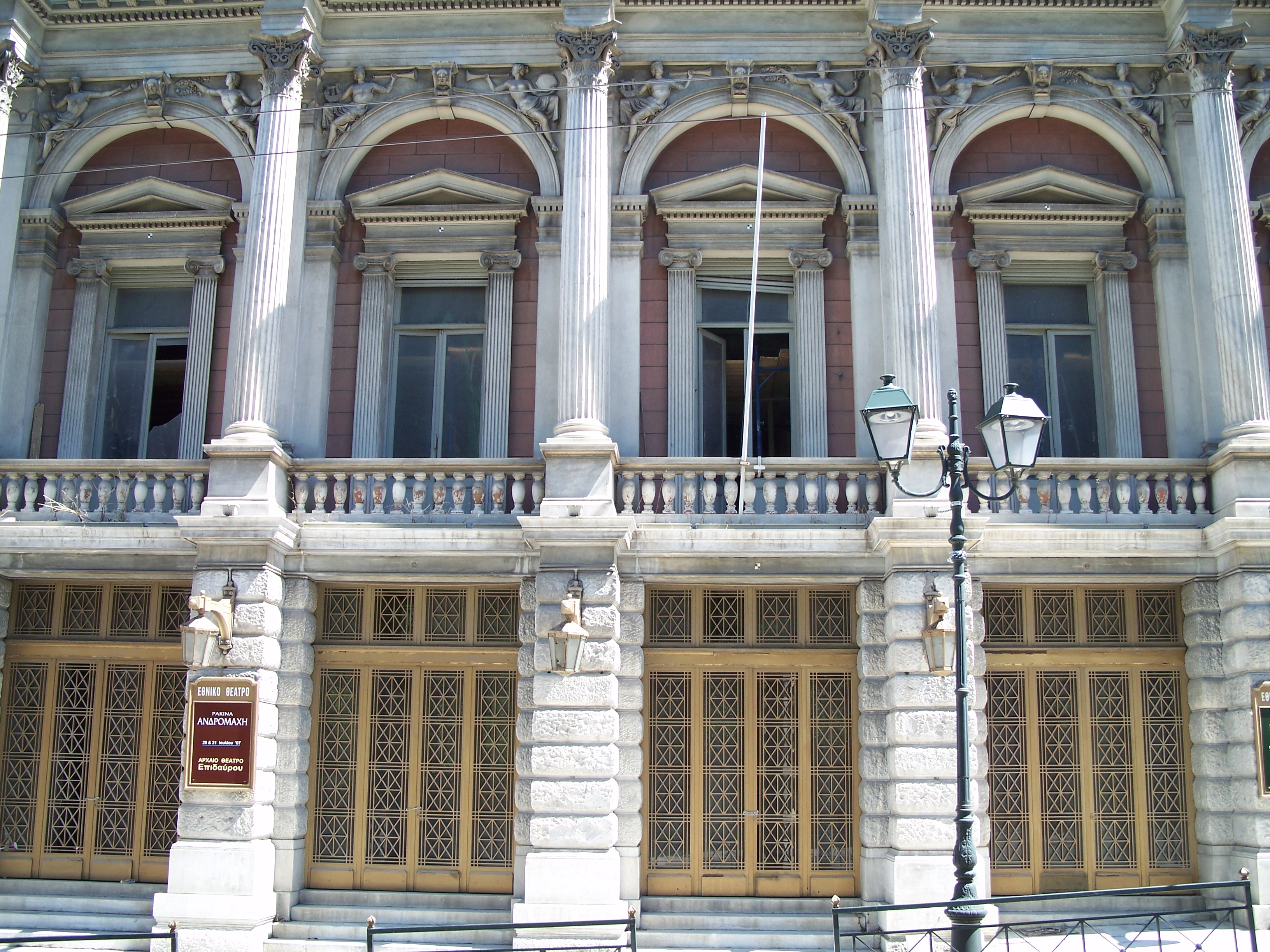
Athens National Theatre front

Ethnikó Théatro är en teater i Aten i Grekland, grundad 1901. Det är Greklands nationalteater. 
År 1880 fick Efstratios Rallis tillstånd av kung Georg I av Grekland att grunda en nationalteater i Grekland. Vid denna tid fanns flera teatrar i Aten men de flesta var enbart sommarteatrar och det fanns endast en permanent teater, Boukoura-teatern, som hade ekonomiska problem och fungerade dåligt. 
Det tog en lång tid innan projektet kunde realiseras. Nationalteatern invigdes slutligen som Kungliga teatern år 1901. En dramaskola öppnades samma år. Kungliga teatern upplöstes och öppnades under ett nytt namn år 1932. Därför har detta årtal ibland angetts som teaterns grundande. 